# Línea 512 (Bahía Blanca)
La Línea 512 es una línea de colectivos de Bahía Blanca, es operado por la empresa Transporte Automotor San Gabriel S.A.

## Recorrido
- Troncal:Kloosterman y Castelli-Plaza Rivadavia-Bo. 5 de Abril-Fitz Roy y Brown-Kloosterman y Castelli